# Associació Professional d'Il·lustradors de València
L'Associació Professional d'Il·lustradors de València (APIV) és una associació professional d'il·lustradors valencians fundada el 1989 com a reacció a la falta de coneixement dels il·lustradors dels seus drets, com són: "l'establiment d'un contracte, la devolució dels originals o l'obtenció d'un percentatge sobre
l'explotació de l'obra". Més tard fou refundada el 1997, quan participà per primera vegada a la Fira del Llibre de València. Als inicis se centraven solament en defendre els drets dels il·lustradors, promoure el seu treball i permetre la comunicació entre professionals. Amb el temps s'hi afegí la defensa del valencià i la paritat entre hòmens i dones. Dirigeix la publicació en sèrie The Valencianer, creat el 2017.
El 2000 va realitzar una subhasta per a finançar les seues despeses.
De 2006 a 2009 Cristina Durán Costell fou presidenta. Des del 2015 aquesta associació junt a l'Associació de Dissenyadors de la Comunitat Valenciana són les que proporcionen el jurat per als concursos públics per als cartells oficial de l'Ajuntament de València i la Generalitat Valenciana, davant la decadència del disseny dels cartells valencians.
El 2011 organitzaren junt al MuVIM i el Departament de Disseny de la Universitat Politècnica de València les Jornades sobre Il·lustració Gràfica.
En gener de 2015 condemnaren junt a altres l'atemptat contra Charlie Hebdo.
El 2015 participaren en les IV Jornadas de Cómic Valenciano.
El 2016 llançà una campanya per fer reflexionar sobre els refugiats siris.
El 2017 els membres il·lustraren un calendari editat per la Generalitat Valenciana per al 2018.